# Jegor Oroedzjev

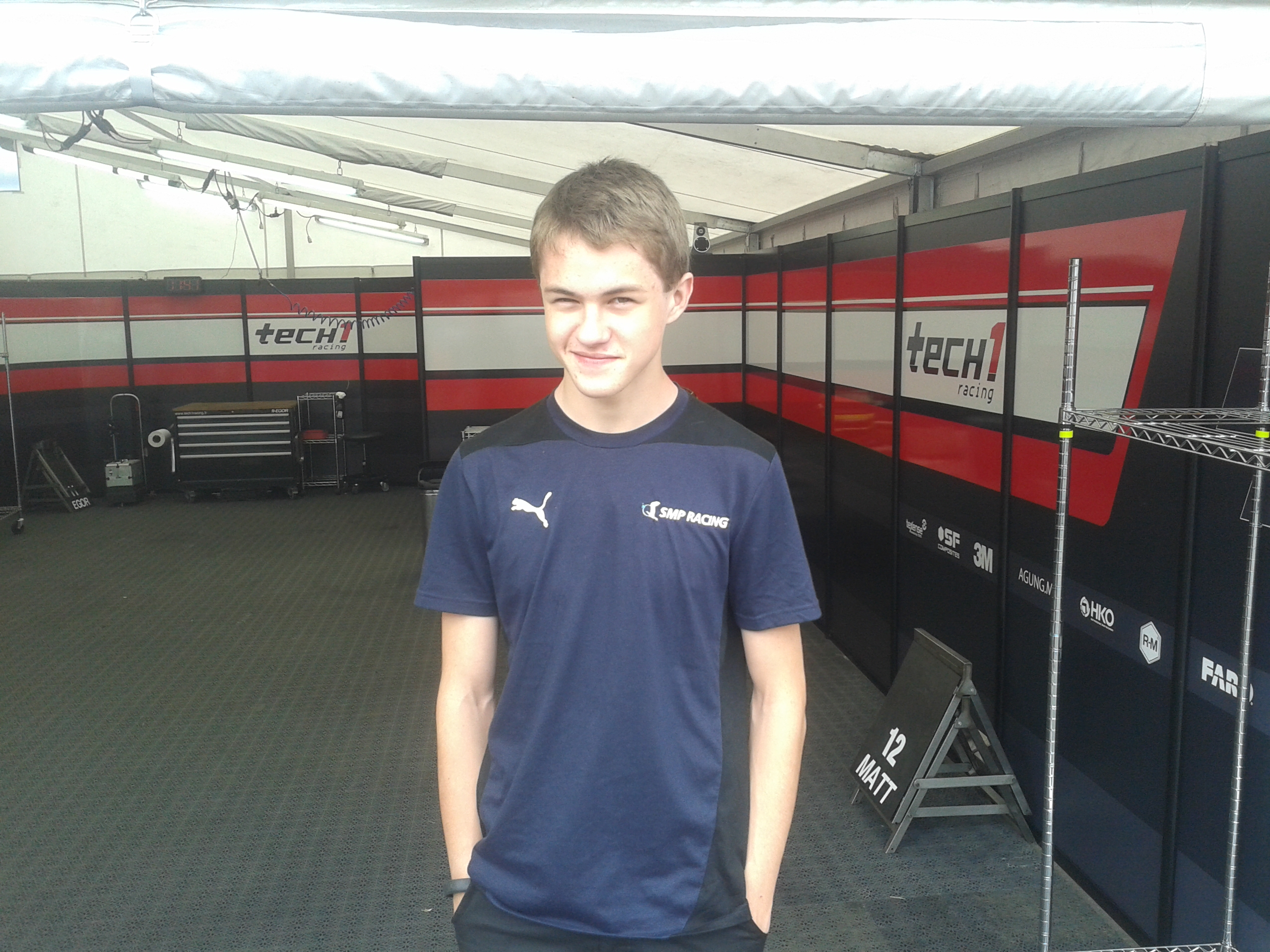
Jegor Oroedzjev in 2013.

Jegor Aleksejevitsj Oroedzjev (Russisch: Его́р Алексе́евич Ору́джев) (Sint-Petersburg, 16 oktober 1995) is een Russisch autocoureur.

## Carrière

### Karting
Oroedzjev begon zijn autosportcarrière in het karting in 2006 en eindigde dat jaar als tweede in de Mini-klasse van het Russische kartkampioenschap. In 2009 werd hij kampioen in het Russische KF3-kampioenschap. Dat jaar begon hij ook te rijden in internationale KF3-kampioenschappen. In 2011 stapte hij over naar de KF2 en eindigde als derde in de WSK Euro Series.

### Formule Renault 2.0
In 2012 maakte Oroedzjev zijn debuut in het formuleracing, waarbij hij deelnam aan het Franse Formule 4-kampioenschap. Met twee podiumplaatsen op het Circuit Bugatti werd hij tiende in het kampioenschap, ondanks dat hij het laatste raceweekend moest missen. Ook reed hij een raceweekend in de Formule Renault 2.0 Alps voor het team AV Formula op het Circuit Mugello en een raceweekend in de Eurocup Formule Renault 2.0 voor het team Fortec Motorsports op het Circuit de Catalunya.
In 2013 stapte Oroedzjev fulltime over naar de Eurocup Formule Renault 2.0 en de Formule Renault 2.0 Alps, waarbij hij voor Tech 1 Racing ging rijden. In de Eurocup behaalde hij in het eerste raceweekend op het Motorland Aragón zijn eerste podiumplaats en eindigde mede hierdoor als zevende in het kampioenschap met 78 punten. In de Alps behaalde hij twee podiumplaatsen op het Misano World Circuit Marco Simoncelli en het Autodromo Enzo e Dino Ferrari, waardoor hij als vijfde in het kampioenschap eindigde met 75 punten.
In 2014 bleef Oroedzjev voor Tech 1 rijden in de Eurocup en reed voor dat team ook enkele gastraces in de Formule Renault 2.0 Alps. Opnieuw behaalde hij in de Eurocup een podiumplaats tijdens het eerste raceweekend op het Motorland Aragón. Met twee andere podiumplaatsen op het Circuit Paul Ricard eindigde hij als achtste in het kampioenschap met 83 punten. In de Alps stond hij tweemaal op het podium tijdens het laatste raceweekend op het Circuito Permanente de Jerez.

### Toyota Racing Series
In de winter van 2014 nam Oroedzjev deel aan de Toyota Racing Series in Nieuw-Zeeland voor het team M2 Competition. Tijdens het eerste raceweekend op Teretonga Park won hij twee races en voegde er op het Highlands Motorsport Park een derde overwinning aan toe. Met vijf andere podiumplaatsen eindigde hij als zesde in het kampioenschap met 595 punten.

### Formule 3
Oroedzjev maakte in 2014 zijn Formule 3-debuut in het Britse Formule 3-kampioenschap tijdens het raceweekend op Silverstone voor het team Carlin. Hij won de eerste race van het weekend, maar viel in de andere twee races uit, waardoor hij met 26 punten als twaalfde in het kampioenschap eindigde.

### Formule Renault 3.5 Series
In 2015 maakt Oroedzjev zijn debuut in de Formule Renault 3.5 Series voor het team Arden Motorsport. Na een voorzichtige start van het seizoen won hij verrassend de eerste race op de Hungaroring, om hier op het Circuit Bugatti een tweede overwinning aan toe te voegen. Mede door twee andere podiumplaatsen eindigde hij als vijfde in het kampioenschap met 133 punten.
In 2016 werd de naam van het kampioenschap veranderd in Formule V8 3.5. Oroedzjev kwam hier opnieuw uit voor Arden. Hij won vijf races op Spa-Francorchamps, het Circuit Paul Ricard, het Autodromo Nazionale Monza, het Circuito Permanente de Jerez en het Circuit de Barcelona-Catalunya. Door vijf uitvalbeurten eindigde hij echter achter Tom Dillmann en Louis Delétraz als derde in de eindstand met 193 punten.
In 2017 veranderde het kampioenschap opnieuw van naam naar de World Series Formule V8 3.5, waarin Oroedzjev de overstap maakt naar het team SMP Racing with AVF.